# Pali
Pour l’article homonyme, voir Pali (Hawaï).
 (août 2024).
Cette page contient des caractères d'alphasyllabaires indiens. En cas de problème, consultez Aide:Unicode.
Le pali, ou pāli, est une langue indo-européenne de la famille indo-aryenne parlée autrefois en Inde.  Les premiers textes bouddhiques, tipitaka, sont conservés dans cette langue, qui est utilisée encore aujourd'hui comme langue liturgique dans le bouddhisme theravada.

## Histoire
Les mots pali et pāḷi, au sens de « langue », ne se trouvent pas dans le canon bouddhique du Theravada. Ils y sont plutôt utilisés pour renvoyer à un texte canonique ou à un passage, et les distinguer ainsi des commentaires (Aṭṭhakathā). Par extension, le terme de pali est repris à l'époque moderne, tant en Occident qu'en Asie du Sud-Est. pour désigner la langue dans laquelle ces passages ont été écrits. Ces deux mots, pali et pāḷi, apparaissent aussi dans les commentaires du moine et philosophe indien Buddhaghosa (Ve siècle). 
L'existence de deux orthographes résulte probablement d'une confusion entre pāli, rangée ou ligne, et pāṭha, texte, récitation ou étude, le radical pāṭh- en étant venu à se prononcer pāḷ-. Pāli et pāḷi ne désignaient pas alors une langue mais le Tipitaka par opposition aux commentaires palis. La langue, elle, était appelée mâgadhikâ, nom donné à la langue parlée dans le royaume du Magadha. Ce n'est qu'au XIXe siècle que l'on commença à considérer le pali comme une langue.
D'après la tradition, le pali était utilisé dans le Magadha à l'époque du Bouddha, dont il aurait été la langue. En fait, celle que parlait le Bouddha était probablement un autre prâkrit, l'ardhamāgadhī (« moyen māgadhī »).
On fait aussi dériver le pāḷi de la paiśācī‍ (« la langue des démons »), prâkrit du Nord-Est indien encore parlé au Cachemire. Il s'avère cependant que le pāḷi est assez éloigné de l'ardhamāgadhī et qu'il est plus proche des dialectes occidentaux. C'est surtout une langue littéraire qui a emprunté à d'autres langues et s'est constituée de manière plus ou moins artificielle au cours du temps, à partir, sans doute, d'une ou plusieurs langues vernaculaires.
Le pali deviendra de fait la lingua franca des peuples riverains de l'Asie du Sud-Est pendant douze siècles.

## Caractéristiques générales

### Classification
Le pali est une langue indo-européenne de la famille indo-aryenne. C'est un prâkrit moyen indien proche du sanskrit et remontant vraisemblablement au IIIe siècle av. J.-C. Il a accédé fortuitement au rang de langue littéraire et culturelle avant les autres, sans pour autant donner naissance à un idiome néo-indien[réf. nécessaire].

### Répartition géographique
Le pāḷi est utilisé dans le bouddhisme comme langue liturgique au Sri Lanka, en Birmanie, au Laos, en Thaïlande et au Cambodge. Son statut de langue liturgique l'a rendu, à l'instar du sanskrit, figé et normalisé.

### Écriture
Le pali fut d'abord écrit en brahmi, en particulier sur les piliers d'Aśoka (ou Ashoka) en Inde et dans les premières inscriptions gravées au Sri Lanka. La brahmi fut ensuite remplacée, selon les régions, par les écritures cinghalaise, birmane, thaïe, cambodgienne ou laotienne. Au XIXe siècle les Occidentaux commencèrent à transcrire le pâli en lettres latines complétées par des signes diacritiques permettant une transcription rigoureuse (romanisation du pali). Dans la deuxième moitié du XXe siècle, des universités indiennes conseillèrent d'écrire le pâli au moyen de la devanāgarī, écriture déjà employée pour le sanskrit, le hindî, le népalais, et d'autres langues indiennes. La Pali Text Society utilise systématiques 

#### Informatique
Dans la translittération en caractères latins, certains caractères, on l'a vu, reçoivent des signes diacritiques (par exemple, āīūḍḥḷṃñṇṛṣṭ). Anciennement, sur ordinateur, on utilisait des polices d'écriture spéciales associées à des encodages particuliers, comme celle développée par le Vipassana Research Institute (VRI) ou la police Dhamma utilisée pour le site dhammadana.org. On utilise aujourd'hui les caractères Unicode, et il est possible de visualiser et de taper ces caractères sous, par exemple, Windows ou Linux (en utilisant SCIM/M17n).

## Phonologie
La phonologie du pāḷi est assez proche de celle du sanskrit. Les différences les plus notables sont : 
1. L'abrègement des voyelles longues devant une consonne double, y compris /e/ et /o/ qui n'ont pas de contrepartie brève en sanskrit.
 Note : en sanskrit, les voyelles /e/ et /o/ étant  toujours longues, on n'indique pas leur quantité (par ex. bodhi) ; en pāḷi, au contraire, il est d'usage d'indiquer leur quantité quand celles-ci sont longues (bōdhi).
  - sutta < sūtra (voir aussi no 3)
  - atman < ātman sanskrit
  - mĕtta < maitra (voir aussi no 3)
2. Monophtongaison des diphtongues /ai/ et /au/ à /e/ et /o/ : 
  - Metteya < Maitreya (voir aussi no 3)
3. De nombreuses assimilations dans les groupes de consonnes
  - sutta < sūtra (voir aussi no 1)
  - dhamma <  dharma
  - bodhisatta < bodhisattva
4. Passage de /ś/ à /s/ 
  - sāvaka < śrāvaka
5. Amuïssement de /s/ en position appuyante et aspiration de la consonne suivante si possible
  - theravāda < sthaviravāda (voir aussi no 6)
  - thūpa < stūpa
  - khandha < skandha
6. Amuïssement fréquent de /v/ en position intervocalique, remplacement par /b/ devant consonne :
  - theravāda < sthaviravāda (/e/ < /ai/ < /avi/, cf. no 2)
  - nibbāna < nirvāṇa (voir aussi 3.)
7. Remplacement du /ṛ/ voyelle par une autre voyelle 
  - taṇhā < tṛṣṇā
  - sati < smṛti
8. Développement des semi-voyelles
  - ariya < ārya (voir aussi 1)
9. Palatalisation des consonnes dentales devant /y/ 
  - jhāna < dhyāna
  - sanskrit sacca < satya
10. Rétroflexion des consonnes dentales 
  - viññāṇa < vijñāna
11. Fermeture obligatoire des syllabes finales par une voyelle 
  - kamma < karman (voir aussi no 3)

### Exemple
| Devanāgarī                   | मनोपुब्बङ्गमा धम्मा मनोसेत्था मनोमया । मनसा चे पदुत्थेन भासति वा करोति वा । ततो नं दुक्खमन्वेति चक्कमं ऽव वहतो पदं ॥ |
| Transcription ISO 15919      | Manopubbaṅgamā dhammā, manosetthā manomayā, Manasā ce padutthena, bhāsati vā karoti vā, Tato naṁ dukkhamanveti, cakkaṁ’ va vahato padaṁ. |
| Transcription traditionnelle | Manopubbaṅgamā dhammā, manosetthā manomayā, Manasā ce padutthena, bhāsati vā karoti vā, Tato naṃ dukkhamanveti, cakkaṃ’ va vahato padaṃ. |
| Traduction                   | Le mental est l'avant-coureur des conditions, le mental en est le chef, et les conditions sont façonnées par le mental. Si, avec un mental impur, quelqu'un parle ou agit, alors la douleur le suit comme la roue suit le sabot du bœuf (traduction du Centre d'études dharmiques Gretz) |

## Principaux textes
Ci-dessous, une liste de grands textes de la littérature bouddhiste en pâli. 
- Tipitaka (canon pali)
- Commentaires palis et leurs sous-commentaires
- Nettipakaraṇa (Le Guide), attribué à Mahâkaccâna, disciple du Bouddha
- Peṭakopadesa, aussi attribué à Mahâkaccâna
- Milinda Pañha (Questions de Milinda au vénérable Nâgasena)
- Chroniques : Dîpavaṁsa, Mahâvaṁsa, Cûḷavaṁsa, etc.
- Visuddhimagga (Le Chemin de la Pureté) de Buddhaghosa, et son commentaire, Paramatthamañjûsâ par Dhammapâla (à ne pas confondre avec Dharmapâla).

#### Études
- (en) Richard Gombrich, Buddhism and Pali, Oxford, Mud Pie, 2018, 118 p. (ISBN 978-0-993-47704-1, présentation en ligne)
- (en) Oskar von Hinüber, A Handbook of Pâli Literature, Berlin - New York, Walter de Gruyter, 1996, vi + 257 p. (ISBN 3-110-14992-3, lire en ligne)
- (en) K. R. Norman (en), « On Translating from Pāli », One Vehicle,‎ 1982, p. 1-11 (le pdf n'est pas paginé) (lire en ligne)
- (en) K. R. Norman, Pâli Literature. Including the Canonical Literature in Prakrit and Sanskrit of all Hinayâna Schools of Buddhism, Wiesbaden, Otto Harrassowitz, 1983, x + 210 p. (ISBN 3-447-02285-X, lire en ligne), chap. I (« The Pāḷi Language and the Theravādin Tradition »)
- (en) K. R. Norman, « The Origin of Pāli and its Position among the Indo-European Languages », The Journal of Pāli and Buddhist Studies., vol. I,‎ mars 1988, p. 1-27 (lire en ligne)
- (en) K. R. Norman, « Pāli Philology and the Study of Buddhism », dans Tadeusz Skorupski  (Ed.), The Buddhist Forum, vol. I : Seminar Papers 1987–1998, Berkeley, The Institute of Buddhist Studies, 2012 (1re éd. 1990, London, School of Oriental and African Studies), vii + 121 p. (ISBN 0-728-60162-1, lire en ligne), p. 31-39

#### Grammaires et méthodes
- Victor Henry, Précis de grammaire pâlie, accompagnée d'un choix de textes gradués, Paris, Ernest Leroux, 1904, xviii + 190 p. (lire en ligne)
- Vito Perniola s.j., Pali Grammar, Oxford, The Pali Text Society, 1997, 411 p. (lire en ligne)

- (en) Lily de Silva, Pali Primer, Vipassana Research Institute, 2015 (1re éd. 1994), viii + 157 p. (ISBN 8-174-14014-X, lire en ligne)Également accessible pour consultation en ligne, chapitre par chapitre sur vridhamma.org/The-Pali-Primer :
- (en) Lily de Silva, Key to Pali Primer, Vipassana Research Institute, 2012 (1re éd. 1998), 86 p. (ISBN 8-174-14198-7, lire en ligne)
- (en) A. K. Warder, Introduction to pali, Oxford, The Pali Text Society, 2016, 3e éd. (1re éd. 1991), xvi + 475 (ISBN 978-0-860-13197-7, lire en ligne)Key to exercices: a) Pali to English, 1-30  / b) English to Pali, 1-30